# 游击队城
游击队城（羅馬化：Partizansk；音译帕尔季赞斯克），原名雅兰苏，是俄罗斯滨海边疆区直辖城市。2002年时，有人口43,670人。
该市为滨海边疆区的主要产煤中心。建有洗煤厂、火电厂及矿山机械修理厂等。有铁路支线从该城通往纳霍德卡。

## 历史
渤海国与辽朝在此设定理府，明朝在此设失里卫，在清朝时被称为雅兰苏，简称“苏城”，清末《瑷珲条约》之后成为俄罗斯帝国领土。
1932年前称为苏昌矿山镇（Сучанский Рудник）。1932年至1972年称为苏昌（Сучан）。1972年俄罗斯远东地区地名变更，改为现名。

## 外部連結
- （俄文） Official website of Partizansk